# آرثر بوير
آرثر بوير (بالإنجليزية: Arthur Boyer)‏ هو سياسي كندي، ولد في 9 فبراير 1851 في مونتريال في كندا، وتوفي بنفس المكان في 24 يناير 1922. حزبياً، نشط في الحزب الليبرالي الكندي وحزب كيبيك الليبرالي. وقد انتخب عضو الجمعية الوطنية في كيبك ‏ وانتخب عضو مجلس الشيوخ الكندي.